# El Eulma (distrito)
El Eulma é um distrito localizado na província de Sétif, Argélia.[carece de fontes?] Sua capital é a cidade de mesmo nome.

## Comunas
O distrito está dividido em três comunas:
- Bazer Sakhra
- El Eulma
- Guelta Zerka